# Adolf Franzke
Adolf Franzke (* 28. Mai 1878 in Viersen; † 1. März 1957 in Kiel) war der Leiter der Schleswig-Holsteinischen Landesbrandkasse.

## Ausbildung
Adolf Franzke war ein Sohn des Postmeister Gustav Hermann Franzke und dessen Ehefrau Maria, geborene Thammer. Nach dem Besuch des humanistischen Gymnasiums in Essen studierte er beide Rechte, Volkswirtschaftslehre und kaufmännische Unterrichtsfächer an Universitäten in Leipzig, München, Berlin und Kiel und besuchte die Handelshochschule Köln. Er wählte die Studienfächer bewusst für spätere Tätigkeiten in der Versicherungsbranche. Die Promotion zum Dr. jur. folgte 1901 an der Universität Rostock.
Am 13. Juni 1906 bestand Franzke das Examen als Assessor und durfte gleichzeitig als Richter arbeiten. Bis 1908 arbeitete er für Gerichtsbehörden und wechselte danach zu Versicherungsunternehmen in Köln und Elberfeld. Während des gesamten Ersten Weltkriegs kämpfte Franzke als Soldat. Am 1. November 1918 trat er in die sächsische Brandversicherungskammer ein. Als Regierungsrat später zum Oberregierungsrat befördert, leitete er die Mobiliarabteilung. In dieser Position erzielte er erfolgreich Einsparungen für die Versicherungen. Hierzu schrieb er 1921 über Die Wirtschaftlichkeit des Feuerversicherungsbetriebes und die Einheitsversicherung.

## Wirken in der Schleswig-Holsteinischen Landesbrandkasse
Danach bewarb sich Franzke als Generaldirektor der Schleswig-Holsteinischen Landesbrandkasse. In seiner Bewerbung hob er hervor, dass von den Versicherungsarten, die er praktisch kennengelernt habe, die öffentlich-rechtliche Brandversicherung bevorzuge. Der 59. Provinziallandtag wählte ihn am 3. Mai 1922 auf diesen Posten.
Im Amt galt Franzke als sehr sachkundiger Direktor, der über organisatorische und charakterliche Fähigkeiten verfügte. Insbesondere seine Personalentscheidungen galten als gelungen. In den ersten beiden Jahren ordnete er die Landesbrandkasse neu gemäß den ihr übertragenen Aufgaben. Nach der deutschen Inflation musste Franzke andere Schwierigkeiten bewältigen: Die Brandkasse, die durch die Inflation keine ausreichenden Rücklagen mehr besaß, musste nach einer Brandwelle im ganzen Land helfen. Sie erhielt von ihrer Rückversicherung keine Unterstützung zu den vorher günstigen Konditionen. In dieser Notlage beschloss Franzke, die Landesbrandkasse ohne Unterstützung der Rückversicherung neu aufzustellen.
Dazu reformierte er die Vertragsbedingungen und ergänzte sie um Maßnahmen zur Brandvorbeugung. Zu den neuen Konditionen gehörte, dass Zahlungsempfänger die abgebrannten Gebäude zwingend wieder aufbauen mussten. Bewohner von Häusern mit Weidendächern mussten einen Eigenanteil zahlen. Außerdem führte Franzke Brandnotzuschläge und signifikante Beitragserhöhungen für besonders gefährdete Versicherungsnehmer ein. 1925 kündigten aus diesem Grund Tausende Personen.
Das neue Versicherungssystem trat 1925/26 in Kraft. Völlig neu für Versicherungen sah es ein Konzept von umfassenden und gut strukturierten Maßnahmen zum Brandschutz vor, die der Versicherung weitere Verluste ersparen sollten. Franzke gestaltete dabei ein lückenloses System, von dem er alle Mitarbeiter überzeugen konnte. Er erfand die hauptamtliche Brandschau, ein Brandschutzmuseum und das brandschutztechnische Forschungslabor der Landesbrandkasse. Außerdem modernisierte er die Ermittlungen, die Feuerversicherungen nach Bränden durchführten. Darüber hinaus förderte er das Feuerlöschwesen, das er modernisieren ließ. Hinzu kamen Investitionen für Löschwasseranlagen und Gebäude, die für Schulungen der Feuerwehr genutzt wurden.
Franzke konnte für seine Entscheidung, die Vertragsbedingungen umzugestalten und den Brandschutz derart zu fördern, keine statistischen Daten heranziehen. Sein Entschluss erwies sich bereits 1926, als die Schadenssumme der Landesbrandkasse auf 5,2 Millionen Mark zurückging, als richtig. Ihren Tiefpunkt erreichte sie 1936 mit 1,2 Millionen Mark. Bis zum Beginn des Zweiten Weltkriegs sparte das Land Schleswig-Holstein somit mehrere Millionen Mark. Franzkes erfolgreiche Reform wurde im In- und Ausland wahrgenommen.
Neben dem Brandschutz rationalisierte und reformierte Franzke das Versicherungswesen der Landesbrandkasse. 1926/27 führte er das erste Lochkartenverfahren bei einer öffentlich-rechtlichen Feuerversicherungsanstalt ein. Am 1. Januar 1939 etablierte er in Schleswig-Holstein die Sturmversicherung, für die keine Beiträge gezahlt werden mussten. Als der Hausbock in den 1930er Jahren Gebäude schädigte, sorgte Franzke deutschlandweit für weitreichende Prüfungen der Häuser. Er plante, in Schleswig-Holstein eine Versicherung gegen Hausbockkäfer einzuführen, konnte dies jedoch aufgrund des Ausbruchs des Zweiten Weltkriegs nicht mehr realisieren.
Am 5. Januar 1944 zerstören Bomben Franzkes Wohnhaus. Er überlebte die Einschläge schwer verletzt und lag bis Ende 1945 im Krankenhaus. Anfang Juni nahm er den Dienst wieder auf und ging am 21. Juni desselben Jahres auf eigenen Wunsch altersbedingt in Pension.
Adolf Franzke starb am 1. März 1957 in Kiel, wo er auch begraben wurde.

## Auszeichnungen
Franzke war Träger des Eisernen Kreuzes erster und zweiter Klasse und des Kriegsverdienstkreuzes mit Schwertern erster Klasse.